# Tephrosia savannicola
Tephrosia savannicola är en ärtväxtart som beskrevs av Karel Domin. Tephrosia savannicola ingår i släktet Tephrosia och familjen ärtväxter. Inga underarter finns listade i Catalogue of Life.